# Teodoro Picado Michalski
Pour les articles homonymes, voir Michalski.
Teodoro Picado Michalski (né le 10 janvier 1900 à San José – mort le 1er juin 1960 à Managua, au Nicaragua) est un homme d'État qui fut le 32e président du Costa Rica du 8 mai 1944 au 8 mai 1948. Il s’exile au Nicaragua après l’élection présidentielle de 1948.

## Source
- (en) Cet article est partiellement ou en totalité issu de l’article de Wikipédia en anglais intitulé « Teodoro Picado Michalski » (voir la liste des auteurs).